# Bolsón de Mapimí

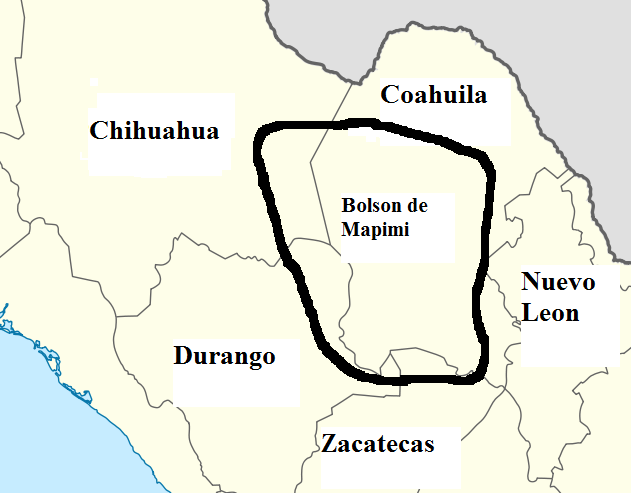
Ubicación del Bolsón de Mapimí.

El Bolsón de Mapimí es una cuenca endorreica localizada en las Sierras y Llanuras del Norte de México. En su interior se encuentra la zona llamada la Comarca Lagunera, y es una amplia región natural completamente desértica compartida por los estados mexicanos de Durango, Chihuahua, Coahuila y Zacatecas. Toma su nombre de Mapimí, ciudad duranguense cuyo nombre proviene del etnónimo mapeme (“piedra en lo alto”). En el Bolsón de Mapimí se encuentra la décima conurbación más poblada de México, la Zona metropolitana de la Laguna, que supera el millón de habitantes. 

## Descripción
La zona del Bolsón de Mapimí se encuentra en la sección septentrional de la Altiplanicie Mexicana, es decir, al norte de la sierra de Durango, Sur de Chihuahua, Coahuila y el norte de Zacatecas. Hace muchos años, albergó pequeñas lagunas que recibían las aguas de algunos arroyuelos superficiales y veneros subterráneos, como las lagunas de Viesca y Mayrán, mismas que desaparecieron por la sequedad del ambiente. En la actualidad, otros cuerpos de agua se forman en temporada de lluvias, cuando los cauces superficiales conducen el agua de las lluvias escasas que caen en el lugar. Entre estos cuerpos están la laguna de Las Palomas, localizada en el vértice sudeste del estado de Chihuahua y la laguna del Rey. 
La cuenca constituye la Subprovincia de Mapimí de la Provincia Fisiográfica del Desierto Chihuahuense.

## Historia
Antes de la llegada de los españoles, el Bolsón de Mapimí fue habitado por tribus de indígenas de tradición aridoamericana. En torno a las lagunas que existieron alguna vez en la zona se desarrolló un complejo arqueológico conocido como Jora-Mayrán, uno de los primeros indicios de desarrollo cultural en México, asociado a ciertos textiles y artefactos líticos. Siglos más adelante, vivieron aquí algunas tribus entre las que hay que citar a tobosos, nazas y mapemes, grupos de los que entre lo poco que se sabe de ellos, se recuerdan algunas rebeliones contra el dominio español. Estos grupos, junto con otros que habitaron las llanuras del norte de México, son conocidos con el difuso nombre de chichimecas, etnónimo náhuatl que significa los salvajes. En el siglo XVI, el río Nazas desaguaba en la laguna de Mayrán, y actualmente cuando la temporada de lluvias es cuantiosa, es cuando el cauce se deja correr desde dos presas, el Palmito y las Tórtolas, las dos en el estado de Durango y el agua llega y forma nuevamente la Laguna de Mayran, creando un espectáculo en la zona metropolitana de Torreón, Gómez Palacio y Lerdo así como de rancherías y poblados a lo largo del río Nazas, esta situación se presenta más o menos cada cinco a diez años, razón por la cual a esta región se le denominaba en tiempos de la colonia "El Pais de las Lagunas", ya que también otro río, de nombre Aguanaval, que nace en Zacatecas y llega hasta Matamoros y Viesca en Coahuila, donde se formaba la laguna de Viesca, cerca de la de Mayran, durante el año, de las presas de este sistema de riego que tienen los dos principales ríos de la región, se dejan correr tres riegos para provecho de la producción agrícola.   
Visión de los conquistadores acerca del territorio
En los primeros años de conquista Bernardo de Sahagún dejó constancia en sus crónicas las percepciones del paisaje norteño “las provincias donde moran los chichimecas, […] es tierra pobre, estéril y falta de todos los mantenimientos”. Aún antes de la llegada de los europeos, la región que se extendía más allá de las zonas ocupadas por los pueblos de tradición agrícola (mexicas y tarascos) era descrita como diferente, "un lugar de miseria, fatiga, pobreza, de rocas secas, de mucha hambre y muerte".
La subjetividad de los testimonios resalta las características físicas y ecológicas, en ese contexto, y a fin de concretar una descripción profunda del centro-norte, es decir, la zona abarcada por los actuales estados de Durango y Chihuahua, la cual correspondía aproximadamente a la provincia colonial de Nueva Vizcaya, el recorte coincide con la propuesta de organización regional del espacio mexicano que hace Bernardo García Martínez (Las regiones de México, 2008), quien identifica cuatro vertientes. La zona de estudio forma parte de la vertiente norte, y dentro de ella, del sector centro-norte, que se extiende desde Zacatecas hasta Nuevo México, de este a oeste, delimitada entre el Bolsón de Mapimí y la Sierra Madre Occidental, conocida como Sierra Tarahumara.
La zona presenta tres regiones: la Mesa del Centro, la Sierra Madre Occidental y la “zona desértica”, la primera conformada por extensas llanuras y serranías de escasa altitud. La Sierra Madre tiene barrancas y cañones, cordilleras que llegan a los 3,000 metros sobre el nivel del mar. De la zona árida, de escasa precipitación, se puede decir que es más bien semiárida, pero también fértil y fecunda en las vertientes de la Tarahumara. En esta región los españoles ocuparon la zona donde se ubicaban las minas de plata y las mejores tierras planas e irrigables, de vegetación baja, aprovechables para la agricultura y la ganadería. La zona de mayores índices de aridez es el Bolsón del Mapimí, que forma parte del desierto chihuahuense, y era referida por los españoles como “despoblada”. La principal característica de esta zona es el hecho de que se trata de una cuenca endorreica, es decir, la afluencia de las aguas se produce hacia el interior del territorio, sin desagüe a ríos o al mar. Está constituida por una serie de cerros en la periferia, cuyas pendientes aluviales llegan a las partes más bajas. El bolsón está circunscrito al sur por las sierras de Jimulco y Parras, al suroeste por la sierra de Rosario, al oeste por la meseta de la Zarca, al noroeste por el río Conchos, al norte por el Bravo y al este por la Sierra del Carmen.[cita requerida]
A mediados de la década de 1740, don José Antonio Villaseñor y Sánchez, a solicitud del virrey conde de Fuenclara, escribió una de las descripciones más ricas del siglo XVIII. Describió la extensión: “más de cien leguas de sur a norte hasta topar con las riberas del Río Grande, y con anchura en medio de más de cincuenta leguas, estrechándose este seno, o bolsón de tierra entre el Río San Pedro y de Conchos hasta las juntas con dicho Río Grande y con las tierras de la provincia de Coahuila”. Los inviernos son secos y los veranos cálidos, con lluvias estivales, las precipitaciones anuales en promedio son de 264 mm. A pesar de que el Bolsón de Mapimí es la zona de mayor aridez, ni siquiera este espacio responde cabalmente a la idea colonial de desierto, en sus dos principales acepciones, pues no es totalmente árida, ni deshabitada.
Durante la Colonia, el Bolsón de Mapimí atrajo a los españoles, que se asentaron en poblados como Mapimí y Tlahualilo. El auge de estos pueblos estuvo relacionado al descubrimiento de minerales que a principios del siglo XXI siguen sosteniendo buena parte de la economía local. La llegada de los españoles provocó el repliegue de los indígenas del Bolsón hacia las más áridas tierras del norte chihuahuense, donde enfrentaron hasta su desaparición en el siglo XIX —sea por asimilación cultural o por extinción física— el acoso de los apaches. en ese siglo XIX, también se introdujo la ganadería a gran escala, que en la actualidad representa, junto con la agricultura de riego el principal pilar de la economía de la Comarca Lagunera.
Siglo XX
La Comarca Lagunera fue escenario de uno de los proyectos de desarrollo agropecuario más importantes que se vivieron después del triunfo de la Revolución mexicana. Durante el gobierno de Lázaro Cárdenas del Río se crearon en el Bolsón grandes ejidos a los que se inyectaron fuertes cantidades de dinero con el propósito de desarrollar una agricultura tecnificada. La falta de atención de los gobiernos posteriores propiciaron el deterioro de la economía agrícola local.[cita requerida]

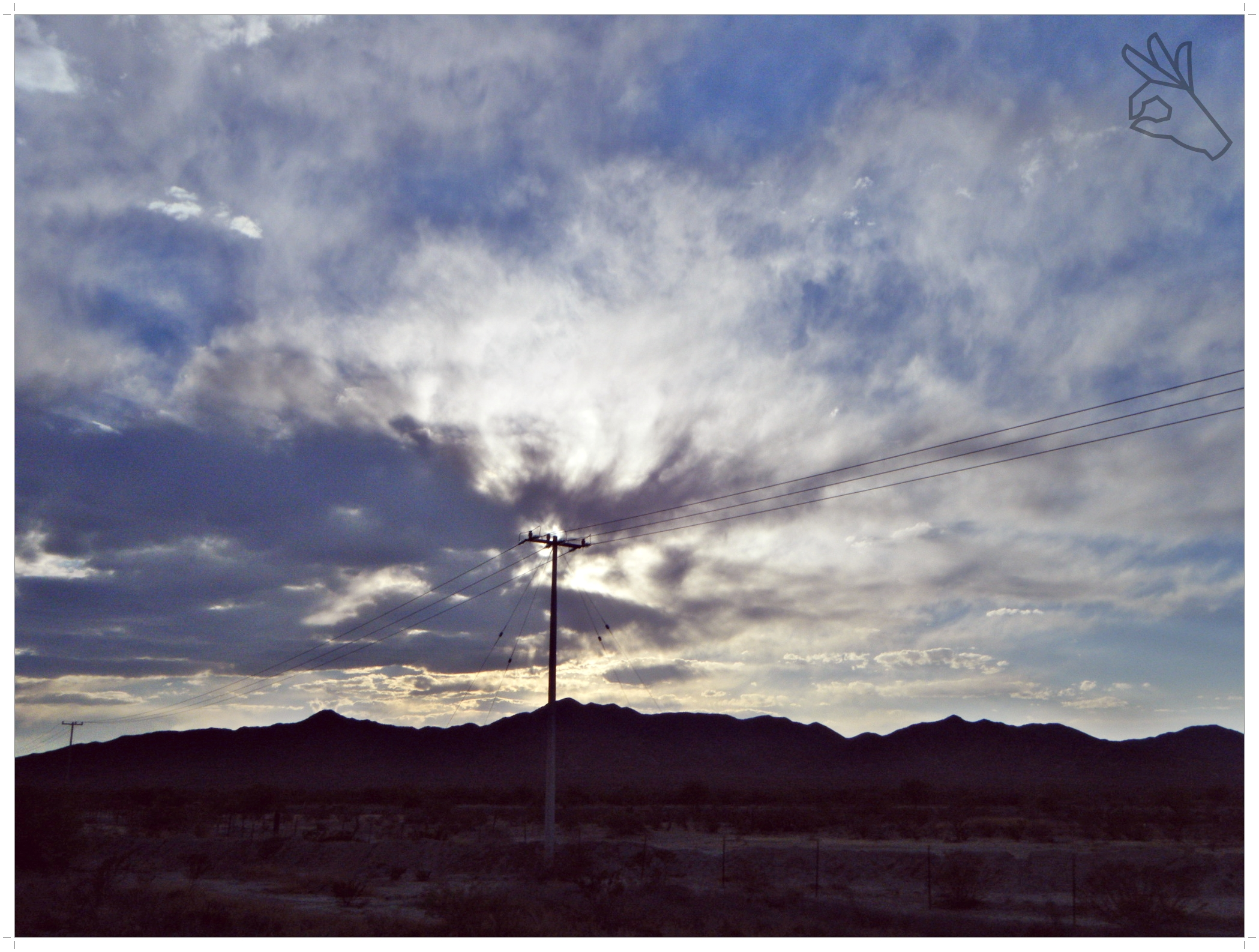
Atardecer en el Bolsón de Mapimi